# Дельта-0100
«Дельта-0100» (другие названия: Дельта-100, Дельта-0300, Дельта-300) — американская трёхступенчатая ракета-носитель среднего класса, семейства Дельта. В качестве первой ступени была использована удлинённая версия баллистической ракеты средней дальности (БРСД) PGM-17 "Тор" — Дельта-Тор LT (LT сокр. от англ. Long Tank). В зависимости от конфигурации ракета-носитель доукомплектовывалась разным количество боковых ускорителей Кастор-2: три на модификации Дельта-0300 и девять на Дельта-0900.